# Phorocera obscura
Phorocera obscura là một loài ruồi trong họ Tachinidae.